# Manuela López Besteiro
Manuela López Besteiro (26 de mayo de 1941, Castroverde) es una política española.

## Trayectoria
Es maestra, y posee una licenciatura en pedagogía por la Universidad de Barcelona, y es inspectora de educación. Además, diplomada en psicología en la Escuela de Psicología de Madrid. Diputada en el Parlamento de Galicia por el Partido Popular desde 1990 fue consejera de Familia, Mujer y Juventud  de la Junta de Galicia (1993-2002) y fue candidata a la Alcaldía de Lugo por el Partido Popular en las elecciones de 2003.